# Altuntaschiden

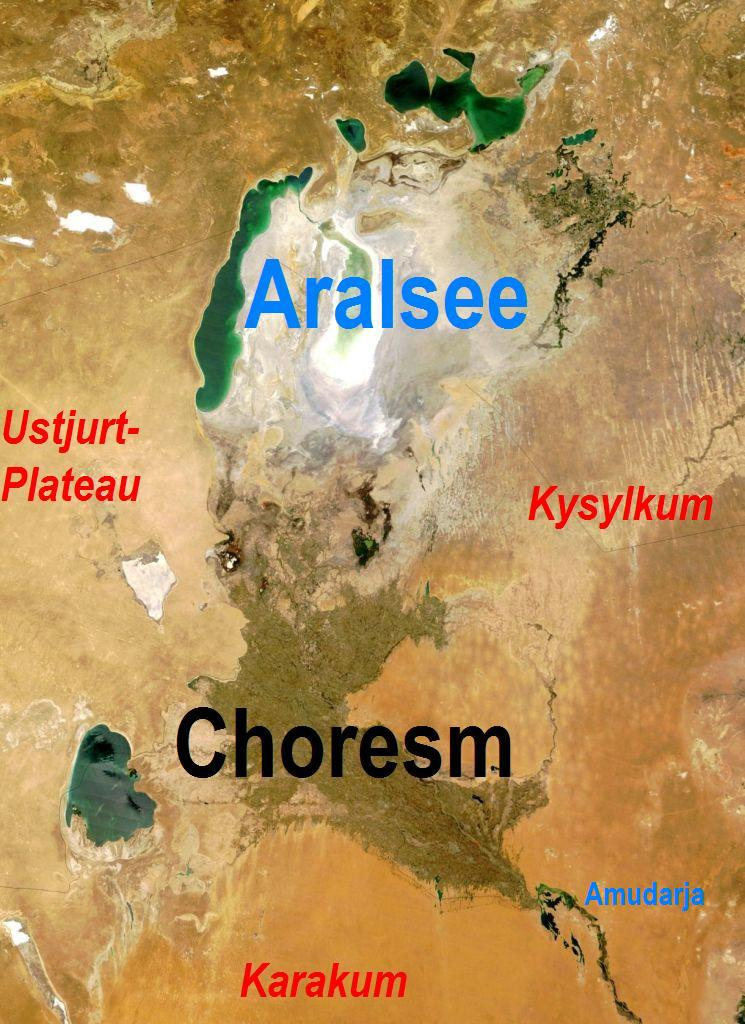
Die Großoase Choresm – das Herrschaftsgebiet der Altuntaschiden

Die Altuntaschiden (DMG Altuntāšiden) waren eine muslimische Dynastie, welche – die 1017 gestürzten Mamuniden ablösend – von Gurgandsch aus über Choresm herrschte und dabei als drittes, jedoch erstes türkisches Herrscherhaus den alten Titel „Choresm-Schah“ führte. Nachdem der Dynastiegründer Altun-Tasch (Altun-Taš, „Gold-Stein“, mit Hilfe des arabisch-persischen Alphabets التونتاش geschrieben) zumindest formell als treuer Statthalter der mächtigen Ghaznawiden regiert hatte, rebellierten seine beiden Nachfolger offen gegen deren Oberherrschaft und erklärten als Verbündete der Seldschuken ihre Unabhängigkeit. Bereits 1041 wurde Choresm jedoch von Schah-Malik (Šāh-Malik), dem Herrscher der Oghusen, erobert und die Herrschaft der Altuntaschiden beseitigt.

## Abu Said Altun-Tasch (reg. 1017–1032)
Als Sultan Mahmud von Ghazna (Maḥmūd von Ġazna, reg. 998–1030) im Juli 1017 endlich auch Choresm seinem Großreich einverleibt und mit den Mamuniden die letzte einheimische Herrscherdynastie der reichen Oasenregion gestürzt hatte, ernannte er seinen türkischen Hadschib (Ḥāǧib) Abu Said Altun-Tasch (Abū Saʿīd Altun-Taš) zum Statthalter in Gurgandsch und gestattete es ihm, als solcher den traditionellen (iranischen) Herrschertitel eines Choresm-Schahs zu führen. Altun-Tasch, ein ehemaliger Ghulam (Ġulām, d. h. Militärsklave) Sebük-Tigins, hatte sich bereits vor der Eroberung Choresms als Statthalter von Herat (um 1010/11) und talentierter General ausgezeichnet, der u. a. in der Schlacht bei Balch (1008) gegen die Qarachaniden (Qaraḫāniden) gekämpft hatte. Die Vorteile, welche eine so ressourcenreiche Randprovinz wie Choresm einem fähigen Herrscher bot, sollten allerdings erst sein ganzes administratives und strategisches Geschick offenbaren und ihn alsbald zu einem zentralen Machtfaktor der Region aufstiegen lassen.
So gelang es Altun-Tasch, welchem Mahmud bis zur vollständigen Befriedung Choresms eine von Arslan-Dschadhib (Arslan-Ǧāḏib) kommandierte Division zurückgelassen hatte, vor allem, die benachbarten Nomadenstämme der Qiptschaqen (Qïpčaqen) und Oghusen (darunter der Seldschukenclan) weitestgehend unter Kontrolle zu halten und sie daran zu hindern, in seine Provinz einzufallen. Gleichzeitig bediente er sich der türkischen Steppenkrieger aber, um sich (wie andere Herrscher auch) eine schlagkräftige Ghulam-Leibgarde aufzubauen und seine Armee mit Hilfskontingenten zu verstärken, was bald dazu führte, dass Sultan Mahmud misstrauisch wurde und in seinem immer mächtiger werdenden Statthalter zunehmend einen potentiellen Rivalen sah. Nicht anders erging es Mahmuds Nachfolger Masud (Masʿūd, reg. 1031–1040) und so versuchten beide Sultane mehrfach, den Choresm-Schah unter einem Vorwand an ihren Hof nach Ghazna zu locken, was allerdings nie Erfolg hatte.
Trotz Mahmuds und Masuds Skepsis gegenüber den Aktivitäten ihres Gouverneurs war es aber ohnehin so, dass Altun-Tasch trotz seiner Machtfülle und faktischen Unabhängigkeit niemals offen rebellierte und während seiner fünfzehnjährigen Regentschaft stets die ghaznawidische Oberherrschaft anerkannte. Als treuer, loyaler Vasall gratulierte er Mahmud beispielsweise umgehend zu dessen Sieg über die Qarachaniden in einer weiteren Schlacht bei Balch (1019/20), schloss sich ihm (als zweiter Herrscher) auf dem Feldzug gegen den Qarachaniden Ali-Tegin (ʿAlī-Tegin) nach Transoxanien an und war dann auch beim Treffen zwischen dem Ghaznawidensultan und dessen qarachanidischem Verbündeten Qadir-Chan Yusuf (Qadïr-Ḫān Yūsuf) zugegen (beides 1025). Masud unterstützte er gegen dessen Bruder Muhammad (den eigentlichen Thronerben) und gab ihm außerdem den guten Rat, weiterhin den Frieden mit den Qarachaniden zu wahren, doch befolgte der Ghaznawide diesen nur zum Teil. Während er sich nämlich in der Tat bemühte, die guten Beziehungen zu Qadir-Chan und dessen Söhnen aufrechtzuerhalten, und zu diesem Zweck eine Gesandtschaft nach Kaschgar (Kāšġar) schickte (1031), war er gegenüber Ali-Tegin zu keiner reinen Defensivpolitik (wie sie Altun-Tasch in einem Schreiben empfohlen hatte) bereit und entschied sich sogar, den Choresm-Schah selbst mit der Eroberung Transoxaniens zu beauftragen.
Als Altun-Tasch infolgedessen im Frühjahr 1032 mit seinem Heer in den Krieg zog, gelang es ihm zwar, Buchara einzunehmen, doch endete die anschließende Schlacht mit Ali-Tegins Hauptstreitkräften nahe Dabusiya (Dabūsīya) zum einen nur unentschieden und zum anderen mit einer schweren Verletzung des Choresm-Schahs. Letzteren Umstand tunlichst verheimlichend, trat in dieser gefährlichen Situation nun Altun-Taschs Wesir Ahmad ibn Muhammad ibn Abd as-Samad Schirazi (Aḥmad b. Muḥammad b. ʿAbd aṣ-Ṣamad Šīrāzī) mit Ali-Tegins Wesir in Kontakt und erreichte, dass dieser den Qarachaniden dazu brachte, sich zu Verhandlungen bereit zu erklären. Den daraufhin entsandten Boten empfing der Choresm-Schah trotz seines äußerst kritischen Zustandes mit allen Ehren und schaffte es auf diese Weise, dass Ali-Tegin einem Frieden zustimmte, sich nach Samarkand zurückzog und die geschwächten choresmischen Truppen einen sicheren Rückzug antreten konnten. Unmittelbar darauf erlag Altun-Tasch schließlich seinen tödlichen Verletzungen, doch erfuhren selbst seine eigenen Soldaten erst in sicherer Entfernung davon.

## Harun ibn Altun-Tasch (reg. 1032–1035)
Wie unabhängig und mächtig Altun-Tasch mit der Zeit geworden war, zeigt sich auch darin, dass ihn im April/Mai 1032 sein Sohn Harun (Hārūn) als Regent von Choresm beerben konnte. Sultan Masud wagte es trotz allem Argwohn offenbar nicht, die somit erfolgte Dynastiegründung ganz zu unterbinden, behielt es sich jedoch vor, seinen Vasallen sogleich in die Schranken zu weisen. So bekam Harun bloß halb so viele Ehrenpräsente wie einst Altun-Tasch und mit Abd al-Dschabbar (ʿAbd al-Ǧabbār), einem Sohn Ahmad Schirazis, einen Wesir zur Seite gestellt, der seine Aktivitäten für Masud überwachen sollte. Vor allem aber durfte Harun nur noch den Titel eines Stellvertreters (Ḫalīfat ad-Dār) des (nominellen) Choresm-Schahs führen, zu welchem Masud kurzum seinen eigenen Sohn Said (Saʿīd) ernannt hatte.
Als Harun dann 1033 auch noch die Nachricht erreichte, dass sein an Masuds Hof lebender Bruder durch einen Sturz vom Dach zu Tode gekommen war, hielt er die Zeit für gekommen, mit den Ghaznawiden zu brechen. 1034 rebellierte Harun offen gegen seinen Oberherrn, indem er sich zum unabhängigen Choresm-Schahs erklärte, seinen statt Masuds Namen in der (choresmischen) Chutba (Ḫuṭba) nennen ließ (Juni/Juli) und sich sowohl mit den Seldschuken als auch mit Ali-Tegin verbündete. Mit Letzterem wurde vereinbart, dass er Tirmidh und Balch angreifen sollte, während Harun mit den Seldschuken gegen Merw zog. Zwar verstarb der Qarachanidenfürst noch im selben Jahr, doch entschieden sich seine beiden Söhne, an der Seite des Choresm-Schahs zu bleiben, und fielen mit einem Heer in Tschaghaniyan (Čaġāniyān) ein, um sich dann, nach der Überquerung des Amudarjas, mit Haruns Truppen bei Andchud (Andḫūd) zu vereinigen.
Die Seldschuken, welche sich mit Ali-Tegins Söhnen zerstritten hatten, versorgte Harun mit Waffen und Lasttieren. Außerdem erlaubte er ihnen, sich nahe Schurachan (Šurāḫān) und Maschrabat (Māšrabāṭ) in Choresm anzusiedeln. Hier wurden sie jedoch im Oktober 1034 von ihrem alten Feind Schah-Malik von Dschand angegriffen, mit dem Harun daraufhin in Verhandlungen trat. Während eine Vermittlung des Choresm-Schahs im Konflikt mit den Seldschuken strikt abgelehnt wurde, erklärte sich der Yabghu (Yabġu) dazu bereit, Harun bei dessen Vorstoß nach Chorasan zu unterstützen. Als sich dann aber beide Armeen am Amudarja trafen (12. November) und Schah-Malik der Truppenstärke des Choresm-Schahs (30 000 Mann) gewahr wurde,  zog er sich ohne Harun vorher zu informieren rasch wieder zurück und nahm fortan eine feindschaftliche Haltung gegenüber den Altuntaschiden ein. Harun setzte seinen Feldzug dennoch fort und bedrohte Anfang 1035 Merw, während Ali-Tegins Söhne Tirmidh belagerten.
Sultan Masud hatte indes Haruns Ermordung geplant und entsprechende Bestechungsgelder fließen lassen. Am 14. April 1035 wurde der Choresm-Schah von einigen seiner eigenen Militärsklaven angegriffen und erlag vier Tage später den Verletzungen. Sein Heer zog sich nach Choresm zurück und auch die erfolglose Belagerung von Tirmidh musste nun aufgegeben werden.

## Ismail Chandan ibn Altun-Tasch (reg. 1035–1041)
Nach Haruns Tod wurde ein weiterer Sohn Altun-Taschs namens Ismail Chandan (Ismāʿīl Ḫandān) neuer Choresm-Schah. Er führte die antighaznawidische Politik seines ermordeten Bruders fort und hielt auch am Bündnis mit den Seldschuken fest, welche nun erfolgreich nach Chorasan vordrangen. Sultan Masud ging daher ein Bündnis mit Schah-Malik von Dschand ein und sicherte diesem 1038 zu, dass er Choresm unter ghaznawidischer Oberhoheit beherrschen dürfe, sobald Ismail Chandan gestürzt sei. Die Kontrolle über eine so reiche Provinz begehrend, versuchte der Oghusenfürst daraufhin, die Choresmier für einen freiwilligen Machtwechsel zu gewinnen. Da er hiermit jedoch keinen Erfolg hatte, begann er im Winter 1040/41 einen Feldzug gegen Ismail Chandan und besiegte die choresmischen Truppen in einer dreitägigen Schlacht in der Ebene von Asib (Āsīb). Der Widerstand der Choresmier war damit zwar noch nicht ganz gebrochen, doch sorgten Gerüchte über das Heranrücken eines ghaznawidischen Heeres für zusätzliche Panik. Ismail Chandan verließ seine Hauptstadt Gurgandsch am 28. März und floh zu den verbündeten Seldschuken, denen es unter Toghril und Tschaghri inzwischen gelungen war, Masud in der Schlacht von Dandanqan entscheidend zu schlagen und so ganz Chorasan zu erobern. Über das weitere Schicksal des letzten Altuntaschiden ist nichts bekannt.
Schah-Malik zog im April 1041 schließlich in Gurgandsch ein und ließ als neuer Choresm-Schah die Chutba in Masuds Namen halten, obschon der Sultan zu diesem Zeitpunkt bereits verstorben war. Seine Herrschaft fand bereits 1043 ihr Ende, als die siegreichen Seldschuken auch Choresm ihrem Reich angliederten und ihren alten Feind in die Flucht schlugen. Die Großoase wurde fortan von häufig wechselnden Statthaltern regiert, bis sie 1077 unter die Herrschaft der berühmten Anuschteginiden kam.